# Lucas Mayer
Lucas Mayer, né le 16 février 1983 à Brégence, est un handballeur autrichien. Il évolue au poste d'arrière au Bregenz Handball et en équipe nationale d'Autriche.

## Palmarès

### En club
- Vainqueur du Championnat d'Autriche (4) : 2007, 2008, 2009, 2010

### En équipe nationale
- 9e place au Championnat d'Europe 2010
- 13e place au Championnat du monde 2015